# طیب آخوندوف
طیب میرزاحسن اوغلو آخوندوف (ترکی آذربایجانی: Teyyub Mirzəhəsən oğlu Axundov؛ ۳۰ ژانویه ۱۹۲۰ – ۳ دسامبر ۱۹۹۱) فیلمبردار، کارگردان و فیلمنامه‌نویس اهل کشور جمهوری آذربایجان بود.

## بخشی از فیلم‌شناسی
- عاشقان آذربایجانی (فیلم، ۱۹۳۸)
- انتقال خون (فیلم، ۱۹۳۸)
- افق‌های جدید (فیلم، ۱۹۴۰)
- کانال سامور-دواچی (فیلم، ۱۹۴۰)
- پاسخ به تماس (فیلم، ۱۹۴۷)
- سازندگان زندگی جدید (فیلم، ۱۹۴۹)
- دیدار (فیلم، ۱۹۵۵)
- اینگونه یک آهنگ ساخته می‌شود (فیلم، ۱۹۵۷)
- او ۱۵۰ ساله است (فیلم، ۱۹۵۸)
- آیا می‌توان او را بخشید؟ (فیلم، ۱۹۵۹)
- سرگذشت مولا (فیلم، ۱۹۶۰)
- تجهیزات ایمنی در حین تعمیر زیرزمینی یک چاه (فیلم، ۱۹۶۰)
- من یک ملوان خزر هستم (فیلم، ۱۹۶۱)
- چیدن مکانیزه پنبه (فیلم، ۱۹۶۱)
- رومئو همسایه من است (فیلم، ۱۹۶۳)
- لباس جادویی (فیلم، ۱۹۶۴)
- آهنگ در شهر (فیلم، ۱۹۶۵)
- نبرد در کوهستان (فیلم، ۱۹۶۷)
- صندوق پست (فیلم، ۱۹۶۷)
- پنجاهمین سالگرد آذربایجان شوروی (فیلم، ۱۹۷۰)
- اجازه (فیلم، ۱۹۷۲)
- منشی ما (فیلم، ۱۹۷۲)
- الاغ ممد (فیلم، ۱۹۷۴)
- جشنواره خلاقیت (فیلم، ۱۹۷۶)
- مکانی دنج در باغ (۱۹۷۸)
- در آتش (فیلم، ۱۹۷۸)
- نگرانی‌های ما (فیلم، ۱۹۷۹)
- شماره یک … (فیلم، ۱۹۸۰)
- سخنرانی (فیلم، ۱۹۸۶)
- بازدید شخصی از یک کلینیک آلمانی (فیلم، ۱۹۸۸) (فیلم بلند) - فیلمبردار تولید
- پنبه دانه (فیلم، ۱۹۸۰)
- تنها راه خروج (فیلم، ۱۹۸۰)
- ۲۰+۱ (فیلم، ۱۹۸۶) (داستانی کوتاه - موزلان شماره ۱۰۵)